# Singoli al numero uno nella Billboard Hot 100 nel 2022

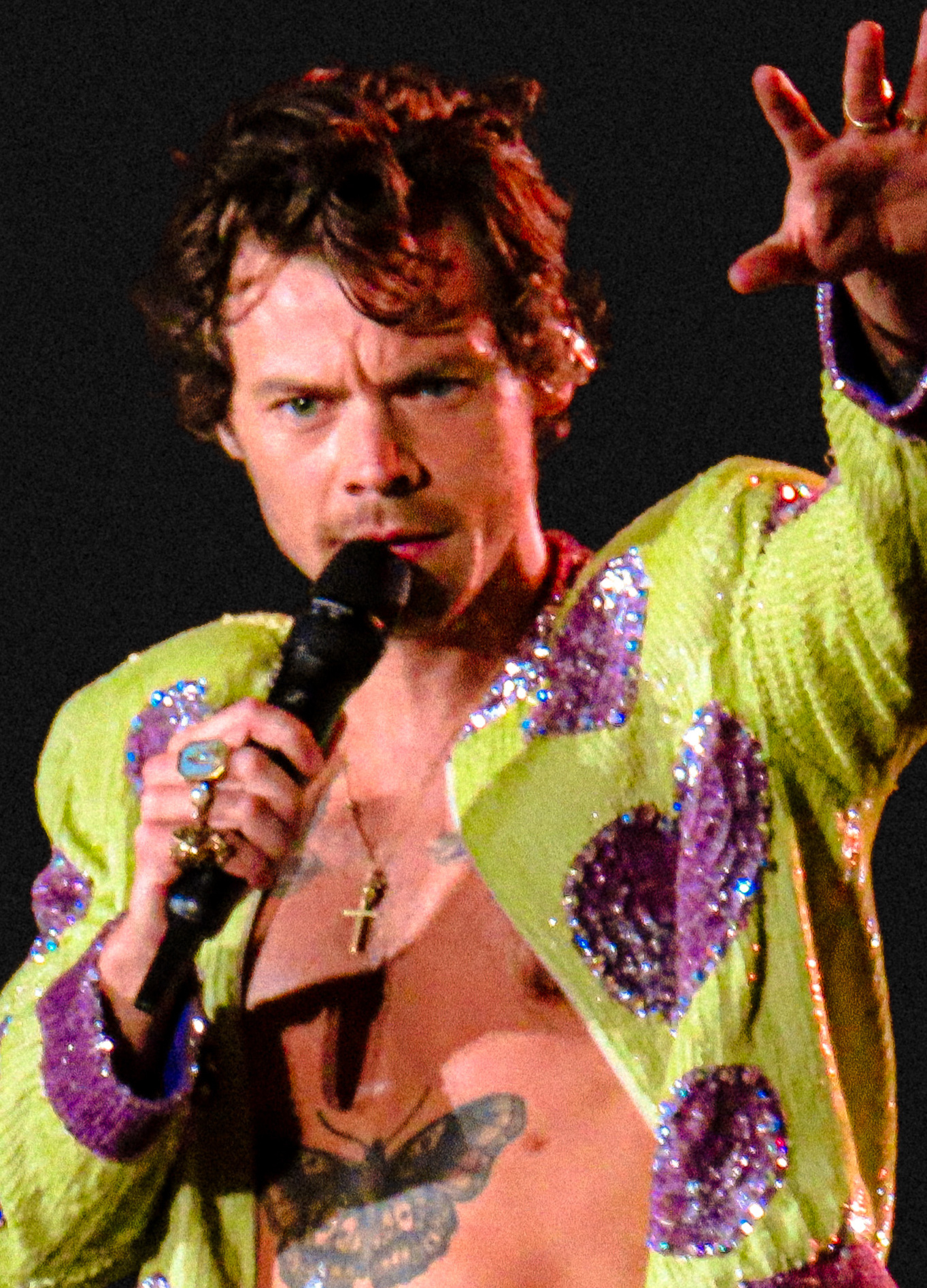
As It Was del cantante inglese Harry Styles ha raggiunto la vetta della Hot 100 per 15 settimane, diventando, al tempo, la canzone di un artista solista con il maggior numero di settimane alla prima posizione nella storia della Hot 100.

Di seguito è proposta la lista dei singoli al numero uno nella Billboard Hot 100 nel 2022.
La Billboard Hot 100 è una classifica musicale che considera le canzoni più di successo negli Stati Uniti. I dati sono redatti dalla compagnia Luminate Data e, in seguito, la classifica finale viene pubblicata settimanalmente dalla rivista Billboard. La classifica si basa sull'insieme delle vendite delle canzoni in forma fisica e digitale, il numero dei passaggi radio e gli streaming audio e video sulle piattaforme online.
As It Was, il primo singolo estratto da Harry's House, il terzo album del cantante inglese Harry Styles, ha debuttato direttamente in vetta alla Hot 100 rimanendoci per 15 settimane non consecutive. Grazie a ciò, il singolo è divenuto il più longevo del 2022 nonché la canzone con il maggior numero di settimane in vetta per un cantante solista, superando Candle in the Wind 1997 (1997) di Elton John, I Will Always Love You (1992) di Whitney Houston e We Belong Together (2005) di Mariah Carey. La canzone ha mantenuto tale record fino alla pubblicazione del 19 agosto 2023, quando Last Night di Morgan Wallen ha totalizzato 16 settimane non consecutive in vetta, diventando, quindi, la canzone solista con il maggior numero di settimane spese alla prima posizione nella storia della Hot 100. Inoltre, As It Was è il primo singolo nella storia della Hot 100 che ritorna alla vetta in cinque tornate differenti.
Heat Waves, pubblicato nel 2020 dalla band indie pop inglese Glass Animals, ha raggiunto la numero uno solamente nella sua 59ª settimana in classifica, superando il precedente record detenuto da All I Want for Christmas Is You (1994) di Mariah Carey che ha impiegato 35 settimane prima di giungere in cima alla classifica nel 2019. La canzone, inoltre, si è classificata al primo posto della classifica di fine anno della Hot 100, la Billboard Year-End Hot 100, in quanto canzone più performante dell'anno sulla base degli indicatori della classifica. Heat Waves è rimasta all'interno della Hot 100 per ben 91 settimane, divenendo la canzone più longeva in assoluto nella storia della classifica, detronizzando Blinding Lights (2020) di The Weeknd che deteneva questo record in precedenza. 

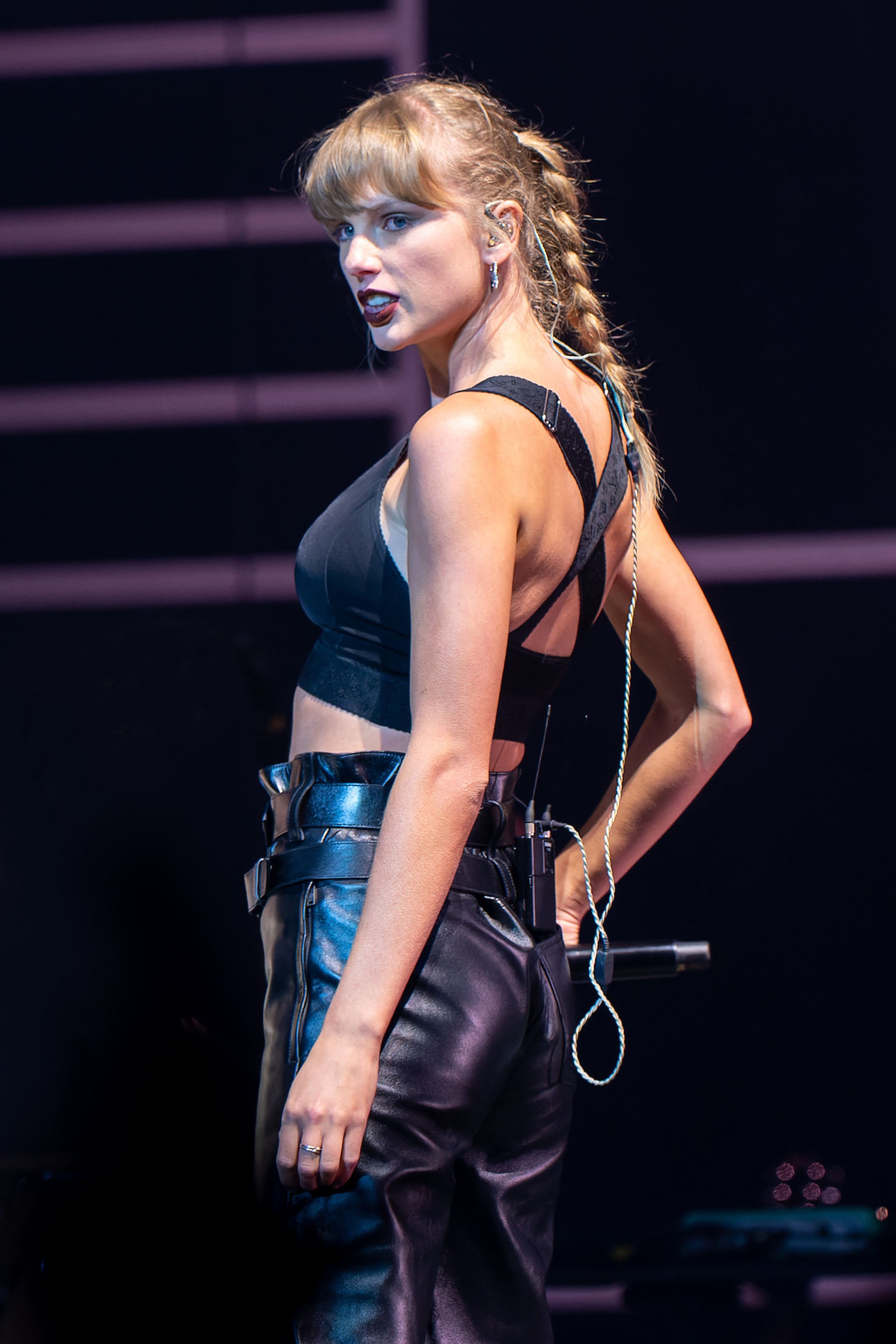
Anti-Hero della cantante americana Taylor Swift è la più longeva per una cantante femminile del 2022, nonché la più venduta.

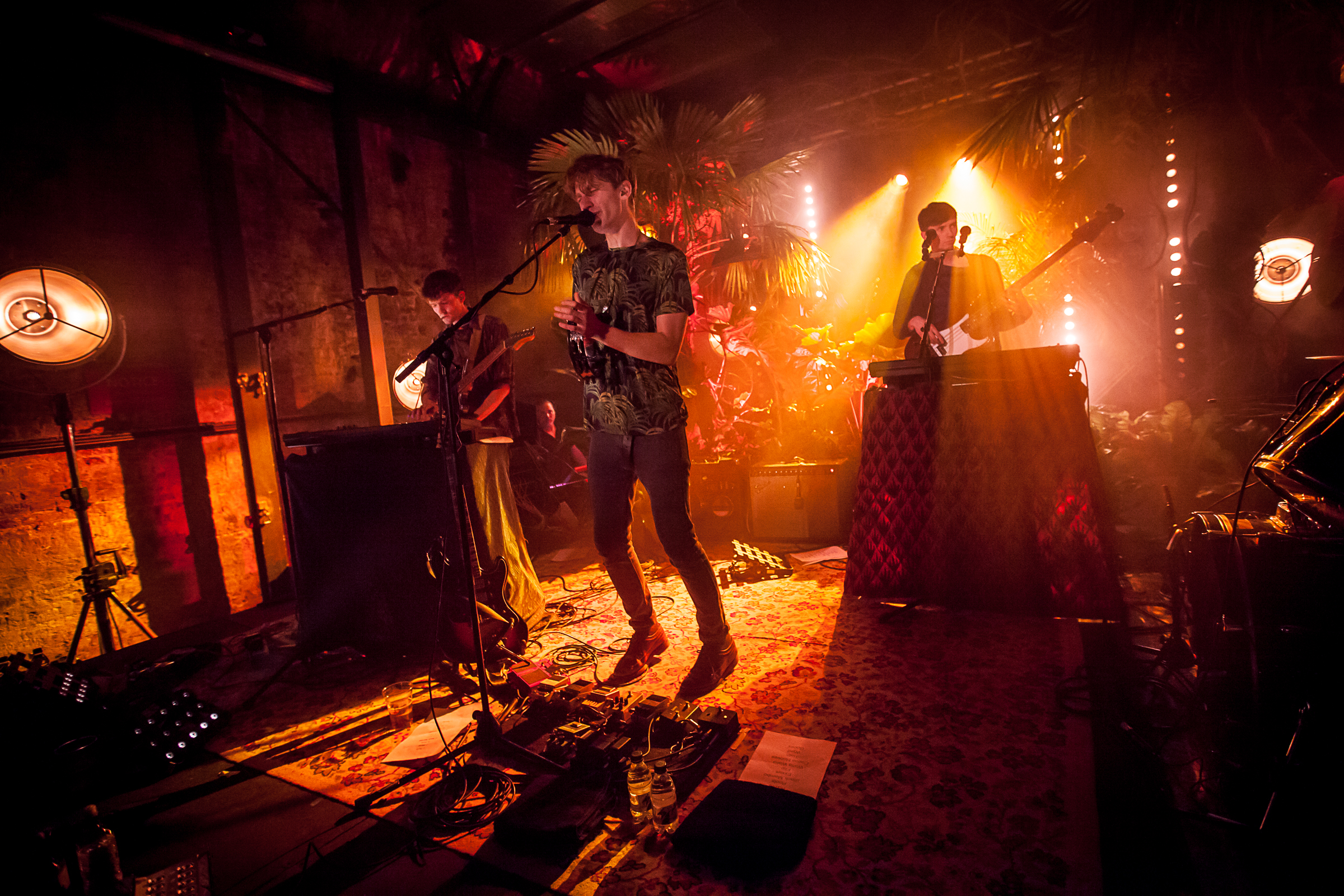
Heat Waves, pubblicato nel 2020 dalla band indie pop inglese Glass Animals, ha raggiunto la numero uno per 5 settimane, divenendo inoltre la miglior canzone dell'anno in classifica.

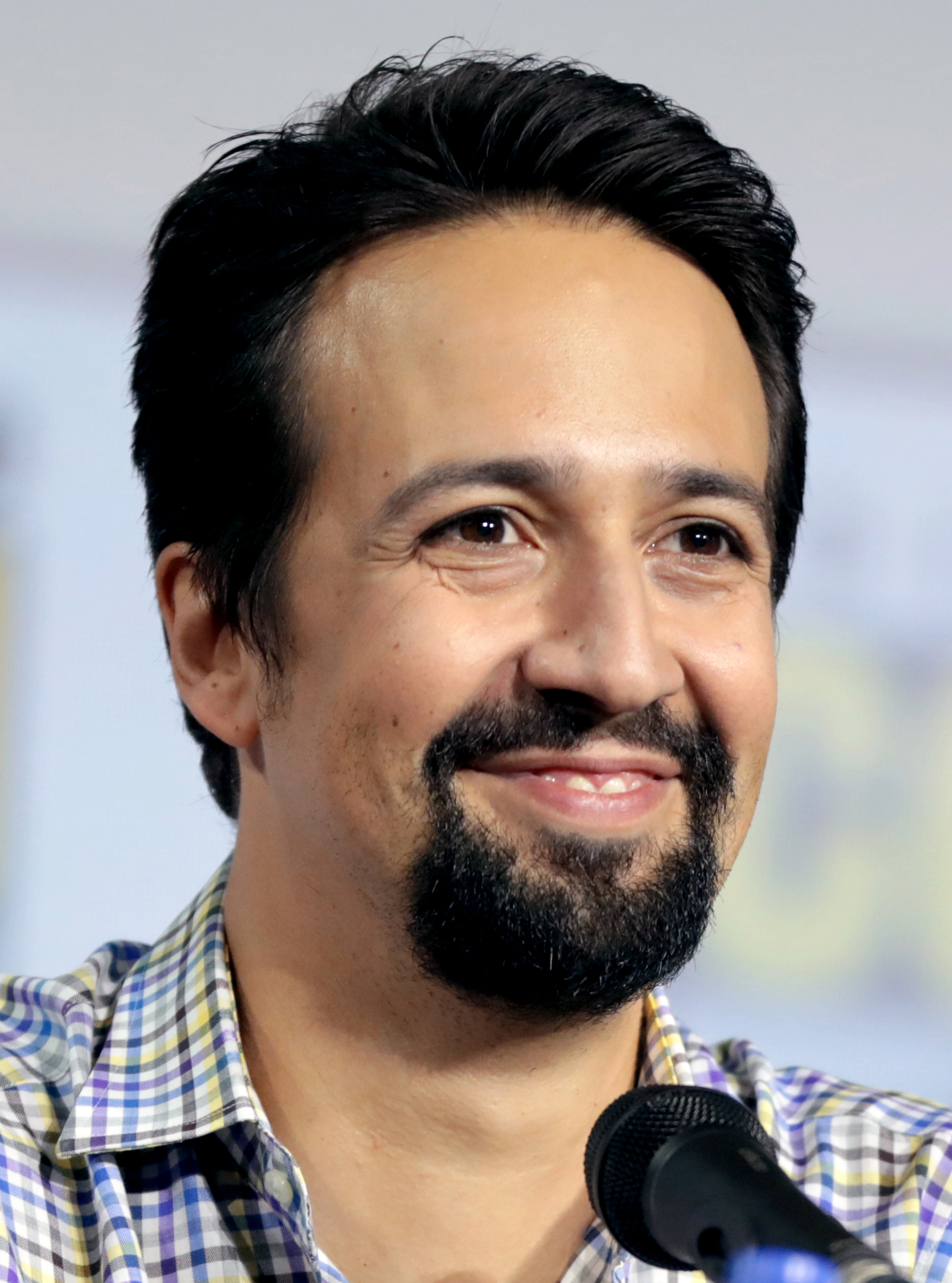
We Don't Talk About Bruno, con 5 settimane alla numero uno, è diventata la prima canzone di un film Disney a rimanere in vetta per più di una settimana.

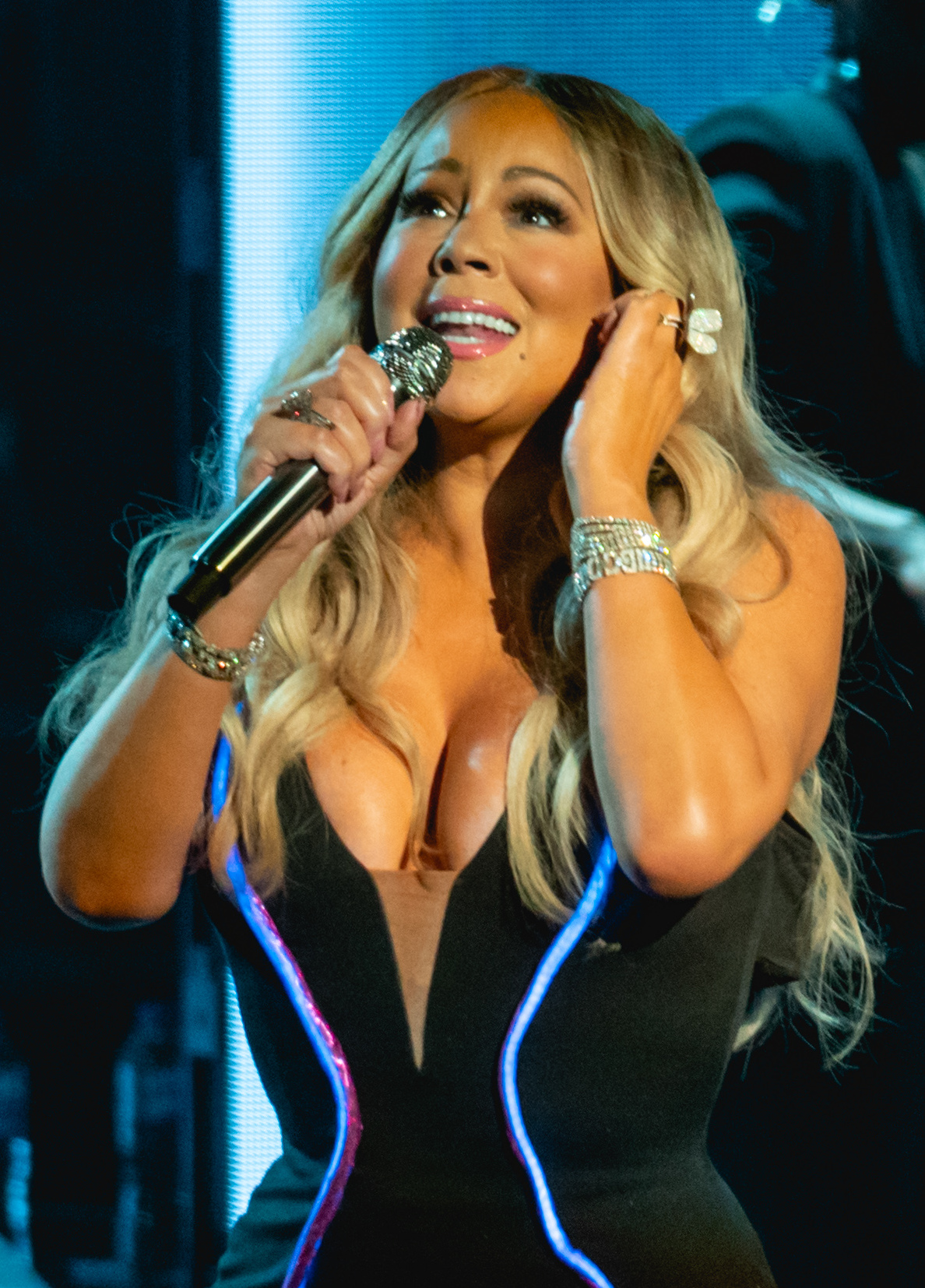
All I Want for Christmas Is You (1994) della cantante americana Mariah Carey è tornata di nuovo in vetta alla classifica per altre 5 settimane nel 2022.

Anti-Hero, il primo singolo estratto dal decimo album della cantautrice americana Taylor Swift Midnights (2022), è stata la canzone più venduta del 2022. La canzone ha debuttato direttamente in vetta alla classifica e, nella sua terza settimana di permanenza, ha venduto 327.000 copie digitali, ottenendo il maggior numero di vendite in una settimana in più di 5 anni sin da quando il singolo della stessa Swift Look What You Made Me Do (2017) vendette 353.000 copie digitali nella sua prima settimana.
We Don't Talk About Bruno (2021), dei cantanti Carolina Gaitán, Mauro Castillo, Adassa, Rhenzy Feliz, Diane Guerrero, Stephanie Beatriz e del cast di Encanto ha infranto il record per il maggior numero di cantanti accreditati in una canzone con sette. È la seconda canzone della Disney a raggiungere la numero uno della classifica, dopo A Whole New World (it:Il mondo è mio) del film Aladdin (1992).
Con Super Freaky Girl, che ha debuttato direttamente in vetta alla Hot 100, la rapper trinidadiana Nicki Minaj ha ottenuto la sua prima numero uno senza un altro artista accompagnatore, terza in totale nella sua carriera.
Il cantante inglese Sam Smith e la cantante tedesca Kim Petras sono diventati i primi due artisti pubblicamente non-binary e transgender a raggiungere la vetta della Hot 100, quando la loro Unholy è arrivata alla prima posizione.
Durante il 2022 sei singoli hanno debuttato direttamente in cima alla classifica, nell'ordine: As It Was di Harry Styles, First Class di Jack Harlow, Wait for U del rapper Future (con Drake e Tems), Jimmy Cooks di Drake in collaborazione con 21 Savage, Super Freaky Girl di Nicki Minaj e Anti-Hero di Taylor Swift.
Nel 2022 sono stati 23 gli artisti a raggiungere la numero uno, dei quali 12 — Gaitán, Castillo, Adassa, Feliz, Guerrero, Beatriz, il cast di Encanto, i Glass Animals, Tems, Steve Lacy, Sam Smith e Kim Petras — hanno ottenuto la loro prima numero uno della carriera. Drake è stato l'unico cantante a raggiungere la numero uno con due canzoni differenti, rispettivamente Wait for U e Jimmy Cooks.

## Hot 100
| † | Indica la canzone con le migliori prestazioni del 2022 |

| Data         | Brano                           | Artista | Totale settimane al numero 1 | Fonti  |
| ------------ | ------------------------------- | --- | ---------------------------- | ------ |
| 1º gennaio   | All I Want for Christmas Is You | Mariah Carey                                                                                                  | 18                           | [ 3 ]  |
| 8 gennaio    | All I Want for Christmas Is You | Mariah Carey                                                                                                  | 18                           | [ 4 ]  |
| 15 gennaio   | Easy on Me                      | Adele | 10                           | [ 5 ]  |
| 22 gennaio   | Easy on Me                      | Adele | 10                           | [ 6 ]  |
| 29 gennaio   | Easy on Me                      | Adele | 10                           | [ 7 ]  |
| 5 febbraio   | We Don't Talk About Bruno       | Adassa, Stephanie Beatriz, Mauro Castillo, Rhenzy Feliz, Carolina Gaitán, Diane Guerrero e il cast di Encanto | 5                            | [ 8 ]  |
| 12 febbraio  | We Don't Talk About Bruno       | Adassa, Stephanie Beatriz, Mauro Castillo, Rhenzy Feliz, Carolina Gaitán, Diane Guerrero e il cast di Encanto | 5                            | [ 9 ]  |
| 19 febbraio  | We Don't Talk About Bruno       | Adassa, Stephanie Beatriz, Mauro Castillo, Rhenzy Feliz, Carolina Gaitán, Diane Guerrero e il cast di Encanto | 5                            | [ 10 ] |
| 26 febbraio  | We Don't Talk About Bruno       | Adassa, Stephanie Beatriz, Mauro Castillo, Rhenzy Feliz, Carolina Gaitán, Diane Guerrero e il cast di Encanto | 5                            | [ 11 ] |
| 5 marzo      | We Don't Talk About Bruno       | Adassa, Stephanie Beatriz, Mauro Castillo, Rhenzy Feliz, Carolina Gaitán, Diane Guerrero e il cast di Encanto | 5                            | [ 12 ] |
| 12 marzo     | Heat Waves †                    | Glass Animals                                                                                                 | 5                            | [ 13 ] |
| 19 marzo     | Heat Waves †                    | Glass Animals                                                                                                 | 5                            | [ 14 ] |
| 26 marzo     | Heat Waves †                    | Glass Animals                                                                                                 | 5                            | [ 15 ] |
| 2 aprile     | Heat Waves †                    | Glass Animals                                                                                                 | 5                            | [ 16 ] |
| 9 aprile     | Heat Waves †                    | Glass Animals                                                                                                 | 5                            | [ 17 ] |
| 16 aprile    | As It Was                       | Harry Styles                                                                                                  | 15                           | [ 18 ] |
| 23 aprile    | First Class                     | Jack Harlow                                                                                                   | 3                            | [ 19 ] |
| 30 aprile    | As It Was                       | Harry Styles                                                                                                  | 15                           | [ 20 ] |
| 7 maggio     | As It Was                       | Harry Styles                                                                                                  | 15                           | [ 21 ] |
| 14 maggio    | Wait for U                      | Future feat. Drake e Tems                                                                                     | 1                            | [ 22 ] |
| 21 maggio    | First Class                     | Jack Harlow                                                                                                   | 3                            | [ 23 ] |
| 28 maggio    | First Class                     | Jack Harlow                                                                                                   | 3                            | [ 24 ] |
| 4 giugno     | As It Was                       | Harry Styles                                                                                                  | 15                           | [ 25 ] |
| 11 giugno    | As It Was                       | Harry Styles                                                                                                  | 15                           | [ 26 ] |
| 18 giugno    | As It Was                       | Harry Styles                                                                                                  | 15                           | [ 27 ] |
| 25 giugno    | As It Was                       | Harry Styles                                                                                                  | 15                           | [ 28 ] |
| 2 luglio     | Jimmy Cooks                     | Drake feat. 21 Savage                                                                                         | 1                            | [ 29 ] |
| 9 luglio     | As It Was                       | Harry Styles                                                                                                  | 15                           | [ 30 ] |
| 16 luglio    | As It Was                       | Harry Styles                                                                                                  | 15                           | [ 31 ] |
| 23 luglio    | As It Was                       | Harry Styles                                                                                                  | 15                           | [ 32 ] |
| 30 luglio    | About Damn Time                 | Lizzo | 2                            | [ 33 ] |
| 6 agosto     | About Damn Time                 | Lizzo | 2                            | [ 34 ] |
| 13 agosto    | Break My Soul                   | Beyoncé | 2                            | [ 35 ] |
| 20 agosto    | Break My Soul                   | Beyoncé | 2                            | [ 36 ] |
| 27 agosto    | Super Freaky Girl               | Nicki Minaj                                                                                                   | 1                            | [ 37 ] |
| 3 settembre  | As It Was                       | Harry Styles                                                                                                  | 15                           | [ 38 ] |
| 10 settembre | As It Was                       | Harry Styles                                                                                                  | 15                           | [ 39 ] |
| 17 settembre | As It Was                       | Harry Styles                                                                                                  | 15                           | [ 40 ] |
| 24 settembre | As It Was                       | Harry Styles                                                                                                  | 15                           | [ 41 ] |
| 1º ottobre   | As It Was                       | Harry Styles                                                                                                  | 15                           | [ 42 ] |
| 8 ottobre    | Bad Habit                       | Steve Lacy | 3                            | [ 43 ] |
| 15 ottobre   | Bad Habit                       | Steve Lacy | 3                            | [ 44 ] |
| 22 ottobre   | Bad Habit                       | Steve Lacy | 3                            | [ 45 ] |
| 29 ottobre   | Unholy                          | Sam Smith e Kim Petras                                                                                        | 1                            | [ 46 ] |
| 5 novembre   | Anti-Hero                       | Taylor Swift                                                                                                  | 8                            | [ 47 ] |
| 12 novembre  | Anti-Hero                       | Taylor Swift                                                                                                  | 8                            | [ 48 ] |
| 19 novembre  | Anti-Hero                       | Taylor Swift                                                                                                  | 8                            | [ 49 ] |
| 26 novembre  | Anti-Hero                       | Taylor Swift                                                                                                  | 8                            | [ 50 ] |
| 3 dicembre   | Anti-Hero                       | Taylor Swift                                                                                                  | 8                            | [ 51 ] |
| 10 dicembre  | Anti-Hero                       | Taylor Swift                                                                                                  | 8                            | [ 52 ] |
| 17 dicembre  | All I Want for Christmas Is You | Mariah Carey                                                                                                  | 18                           | [ 53 ] |
| 24 dicembre  | All I Want for Christmas Is You | Mariah Carey                                                                                                  | 18                           | [ 54 ] |
| 31 dicembre  | All I Want for Christmas Is You | Mariah Carey                                                                                                  | 18                           | [ 55 ] |

Note:
1. 1 2  Ha raggiunto il numero uno anche nel 2019, nel 2020, nel 2021, nel 2023, nel 2024 e nel 2025.
2. ↑  Ha raggiunto il numero uno anche nel 2021.
3. ↑  Ha raggiunto il numero uno anche nel 2023.

## Top 10 Year-End 2022
Alla fine di ogni anno, Billboard pubblica una lista delle 100 canzoni che hanno avuto più successo nella Hot 100 durante l'anno di riferimento. Il periodo di riferimento non equivale a tutte le 52 settimane dell'anno ma, per il 2022, sono stati presi in considerazione i dati del periodo compreso tra il 20 novembre 2021 e il 12 novembre 2022. La classifica di fine anno Year-End 2022 è stata pubblicata il 1º dicembre 2022. Di seguito sono proposte le prime 10 posizioni della classifica di fine anno.
| #  | Brano                   | Artista/i                     | Posizione massima | Fonti  |
| -- | ----------------------- | ----------------------------- | ----------------- | ------ |
| 1  | Heat Waves              | Glass Animals                 | 1                 | [ 56 ] |
| 2  | As It Was               | Harry Styles                  | 1                 | [ 56 ] |
| 3  | Stay                    | The Kid Laroi & Justin Bieber | 1                 | [ 56 ] |
| 4  | Easy on Me              | Adele                         | 1                 | [ 56 ] |
| 5  | Shivers                 | Ed Sheeran                    | 4                 | [ 56 ] |
| 6  | First Class             | Jack Harlow                   | 1                 | [ 56 ] |
| 7  | Big Energy              | Latto                         | 3                 | [ 56 ] |
| 8  | Ghost                   | Justin Bieber                 | 5                 | [ 56 ] |
| 9  | Super Gremlin           | Kodak Black                   | 3                 | [ 56 ] |
| 10 | Cold Heart (Pnau Remix) | Elton John, Dua Lipa          | 7                 | [ 56 ] |